# Зоткина, Нина Ивановна
Нина Ивановна Зоткина (23 декабря 1951, Пенза, РСФСР, СССР — 26 марта 2021, Москва, Россия) — советская и российская актриса кино и театра, артистка озвучания.

## Биография
Нина Зоткина родилась 23 декабря 1951 года в Пензе.
В 1974 году окончила Высшее театральное училище имени Б. В. Щукина (курс В. К. Львовой). Далее — актриса киностудии «Мосфильм», с 1984 года в штате Театра-студии киноактёра.
В кино начала сниматься в 1973 году. Первой значимой работой стала роль Оли Чумаковой в мелодраме «Двое в пути». За работу в этом фильме в 1974 году актриса получила призы за лучшую женскую роль международного фестиваля в Праге и ВТФ-1974 в Донецке. В 1976 году сыграла главную роль — учительницу английского языка Евгению Михайловну — в детском фильме «Расписание на завтра». Заметными также стали работы в лентах «О чём не узнают трибуны» (Майя), «Факт биографии» (Таня Зайчик), «Это мы не проходили» (Валя Кулешова), «Поздняя ягода» (Шурочка), «Испытатели» (Света). Работала над озвучиванием и дубляжом фильмов.
Умерла 26 марта 2021 года на 70-м году жизни. По словам режиссёра Михаила Дегтяря, тело артистки обнаружили в её московской квартире лишь спустя две недели после смерти. Похоронена на Кузьминском кладбище.

## Личная жизнь
Муж — Алексей Михайлович Панькин (2 января 1947 — 25 января 2005), советский и российский актёр театра и кино, был известен ролью Свистка в фильме «Трактир на Пятницкой». В браке в 1977 году родился сын Егор, в трёхлетнем возрасте сыгравший в фильме «Коней на переправе не меняют».

## Фильмография
- 1973 — «Двое в пути» — Оля Чумакова
- 1973 — «Быть человеком» — Надя
- 1975 — «Факт биографии» — Таня Зайчик
- 1975 — «О чём не узнают трибуны» — Майя
- 1975 — «Это мы не проходили…» — Валя Кулешова, учитель-практикант
- 1976 — «Расписание на завтра» — Евгения Михайловна
- 1978 — «Поздняя ягода» — Шурочка
- 1978 — «В день праздника» — Света, жена Миши
- 1979 — «Приключения маленького папы» — бабушка, мама Шурочки
- 1980 — «Желаю успеха» — Лена
- 1983 — «Оглянись» — инспектор Прудникова, лейтенант милиции по делам несовершеннолетних
- 1985 — «Набат на рассвете» — девушка
- 1985 — «Дикий хмель» — секретарь комитета ВЛКСМ
- 1987 — «Испытатели» — Света
- 1993 — «Раскол»

### Озвучивание
- 1981 — «Дедушка дедушки нашего дедушки» — роль Елены Караджовой
- 1986 — «Сувенир» — Наала
- 1986 — «Арена неистовых» — Софико (роль С. Каландадзе)
- 1987 — «Любовный недуг» (Maladie d’amour)
- 1990 — «В поисках Олуэн» (мультипликационный фильм)

## Премии
- 1974 — Приз за лучшую женскую роль на международном фестивале в Праге за работу в фильме «Двое в пути».
- 1974 — Приз за лучшую женскую роль на ВТФ-1974 в Донецке за работу в фильме «Двое в пути».